# La Thuile (Italia)

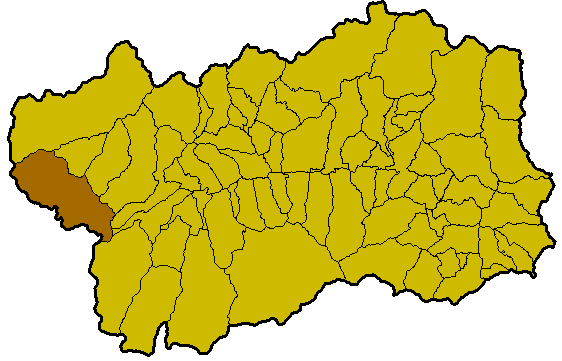
Ubicación del municipio de La Thuile en el Valle de Aosta.

La Thuile es una localidad italiana de la provincia de Aosta, región de Valle de Aosta, con 767 habitantes.

## Evolución demográfica
| Gráfica de evolución demográfica de La Thuile entre 1861 y 2001 |
|                                                                 |
| Fuente ISTAT - elaboración gráfica de Wikipedia                 |